# ハルシュタット (オーバーエスターライヒ州)
ハルシュタット（Hallstatt）は、オーストリア中部オーバーエースターライヒ州に属する小規模な基礎自治体（Gemeinde; ゲマインデ）。ザルツブルク市にほど近く、オーストリア・アルプスの麓の湖水地帯ザルツカンマーグート地域の最奥に位置する景勝地である。

## 概要

岩塩坑の断面図

ダッハシュタイン山塊の山麓に位置し、ハルシュタット湖の湖畔に家々が並び立つ景観は、オーストリアの代表的な風景として観光ガイドに用いられ、近年では観光地として脚光を浴びている。一帯は、「ザルツカンマーグート地方のハルシュタットとダッハシュタインの文化的景観」として、1997年にユネスコ世界遺産に登録された。
町の外れには、古代ローマ以前にまで遡る岩塩坑がある。この塩坑からは古代の墓地遺跡が発見され、ハルシュタット文化の由来となった。なお、Hallはケルト語で「塩」、Stattはドイツ語で「場所」を意味する。
映画「アナと雪の女王」に登場する「アレンデール王国」のモデルとも言われている。その一方で中国などから観光客が押し寄せ、オーバーツーリズムが問題になっている。

## ソルトマン
ハルシュタットの教会に、1734年に村内の岩塩の坑道から塩漬け状態の人間の遺体が発見されたという記録が残っている。遺体と同時に発見された衣類や道具から、この遺体は先史時代の岩塩の鉱夫で、落盤などの事故により岩塩内に閉じ込められたと考えられている。この遺体はソルトマンとも呼ばれる。発掘された遺体や衣類は、発見された当時の人々によってハルシュタットの村内に埋葬された、と伝えられている。

## 中国企業による町のコピー
2012年6月、中国広東省恵州市博羅県にある湖のほとりに、ハルシュタットの町をそっくりまね、ホテルや教会などの建物の大きさや壁の色、広場の石碑まで限りなく本物そっくりの「中国版」を、中国企業が建設して高級分譲地として販売を始めた。